# Rab (proteina)
Le proteine Rab sono GTPasi monomeriche coinvolte nel traffico vescicolare intracellulare. Come tutte le GTP-asi, sono attive se legate a GTP e inattive se legate a GDP; quando sono inattive sono legate a una proteina inibitrice detta GDI che le mantiene solubili nel citosol. 
I complessi Rab-GEF attivano le Rab inattive scambiando GDP con GTP. Una volta attivate, le Rab si legano alla membrana di un organulo o a una vescicola di trasporto e si legano agli effettori rab. Affinché possano svolgere la loro funzione, le proteine rab devono essere attivate sia nella vescicola di trasporto che nella membrana di attracco. 
Alcuni effettori rab sono motori proteici che trasportano le vescicole di trasporto verso la membrana di attracco mediante i componenti del citoscheletro mentre altri (le cosiddette proteine di attracco) hanno domini filiformi simili a lenze da pesca che, dopo essersi legati a una rab attiva della vescicola di trasporto, trascinano le vescicole attraccate verso le membrane di attracco. Gli effettori rab possono inoltre interagire con le SNARE, accoppiando in questo modo l'attracco delle membrane con la loro fusione. 
Sono stati scoperti finora 60 tipi di Rab.
Localizzazione sub-cellulare di alcune proteine Rab
| Proteine   | Organello                                                              |
| ---------- | ---------------------------------------------------------------------- |
| Rab1       | ER e Apparato di Golgi                                                 |
| Rab2       | Reticolo del cis-golgi                                                 |
| Rab3A      | Vescicole sinaptiche, granuli secretori                                |
| Rab4/Rab11 | endosomi riciclanti                                                    |
| Rab5A      | Membrana plasmatica, vescicole rivestite di clatrina, endosomi precoci |